# Andrij Sadovyj
Andrij Ivanovytj Sadovyj (ukrainska: Андрій Іванович Садовий) född 19 augusti 1968 i Lviv i Ukrainska SSR i Sovjetunionen, är en  ukrainsk politiker, borgmästare i Lviv sedan 2006. Han är partiledare för Självhjälp (Samopomitj) och ledamot i ukrainska parlamentet, Verchovna Rada sedan parlamentsvalet 2014.